# Barney Kessel
Barney Kessel (Muskogee, Oklahoma, 17 de octubre de 1923 - San Diego, 6 de mayo de 2004) fue un guitarrista de jazz estadounidense. Fue miembro de muchos grupos importantes de jazz, así como una "primera opción" en sesiones de estudios de grabación, películas y grabaciones para la televisión. Kessel fue miembro del grupo de músicos de sesión conocido como The Wrecking Crew.

## Biografía
Kessel nació en Muskogee, Oklahoma, en 1923, en el seno de una familia judía. El padre de Kessel era un inmigrante húngaro propietario de una zapatería. Su único estudio musical formal fueron tres meses de clases de guitarra a los 12 años.Comenzó su carrera de adolescente con bandas de baile locales. Cuando tenía 16 años, comenzó  a tocar su guitarra eléctrica en una banda local de blues y en la banda de Oklahoma A & M, Hal Price & The Varsitonians. Los miembros de la banda le apodaron Fruitcake (persona loca o poco corriente) porque practicaba hasta 16 horas al día. Luego pasó a otras bandas, como la dirigida por Chico Marx. Rápidamente se estableció como un guitarrista de jazz clave de la época post-Charlie Christian. En 1944 participó en la película Jammin' the Blues, que incluyó a Lester Young, y en 1947 grabó con New Stars de Charlie Parker en la sesión de Relaxin' en Camarillo para Dial Records. Fue calificado como guitarrista número 1 en Esquire, Down Beat y Playboy entre 1947 y 1960.
Kessel era conocido por su innovador trabajo en trío de guitarra. En la década de 1950, hizo una serie de álbumes llamados The Poll Winners, con Ray Brown en el bajo y Shelly Manne en la batería. También fue guitarrista en el álbum Julie Is Her Name (1955), de Julie London, que incluye el estándar Cry Me a River; Esta canción  ofrece un solo de la guitarra de Kessel que ilustra su acercamiento melódico en un pequeño grupo de jazz. También de los años 50, sus tres volúmenes de estándares contienen algunos de su trabajos más pulidos.
Kessel fue también miembro del trío de Oscar Peterson con Ray Brown durante un año, dejándolo en 1953. Kessel también tocó con Sonny Rollins a finales de los años 1950 y puede ser escuchado en el álbum de Sonny Rollins Contemporary Leaders en canciones como "How High the Moon".
En 1957, Barney Kessel fue presentado a la Kay Musical Instrument Company mientras tocaba en un club de jazz local en Chicago. Le ofrecieron tres modelos con su firma, el K1700 (Pro), el K6700 (Artista) y el K8700 (Jazz Special) y cada uno llevaba su firma grabada en la parte inferior del golpeador. En 1960, Barney dejó Kay, pero la producción de estas guitarras continuó sin su firma. En 2014, la Kay Guitar Company, que trabajaba estrechamente con Phillis, viuda de Kessel, obtuvo los derechos de licencia de la firma Kessel para reeditar estas tres guitarras.
Kessel fue guitarrista de estudió para Columbia Pictures durante la década de los 60, y se convirtió en uno de los guitarristas de sesión más demandados en Estados Unidos, y es considerado un miembro clave del grupo de músicos de sesión conocidos como The Wrecking Crew. Tocó en cientos de grabaciones famosas, incluyendo los álbumes y los sencillos de Phil Spector, The Beach Boys, The Monkees y muchos otros. Apareció en una actuación interpretando a un guitarrista de jazz llamado "Barney" en un episodio del programa de televisión Perry Mason.
En 1961 Gibson Guitar Corporation produjo la guitarra modelo Barney Kessel y continuó haciéndola hasta 1973.
Durante la década de los 70, Kessel presentó su seminario "The Effective Guitarist" en varios lugares alrededor del mundo, y actuó extensamente con Herb Ellis y Charlie Byrd como "The Great Guitars".
En el álbum Scoop, de 1983, de Pete Townshend, este rindió homenaje al guitarrista con la canción instrumental "To Barney Kessel".

## Discografía

### Como líder
- Easy Like (Contemporary 1953–55 [1955])
- Kessel Plays Standards (Contemporary, 1954–55 [1955])
- To Swing or Not to Swing (Contemporary, 1955), con Sweets Edison, Georgie Auld, Jimmy Rowles
- Music to Listen to Barney Kessel By (Contemporary, 1956)
- The Poll Winners (Contemporary, 1957), con Shelly Manne y Ray Brown
- Let's Cook! (Contemporary, 1957)
- The Poll Winners Ride Again! (Contemporary, 1958), con Shelly Manne y Ray Brown
- Carmen (Contemporary, 1958)
- Some Like It Hot (Contemporary, 1959)
- Poll Winners Three! (Contemporary, 1959), con Shelly Manne y Ray Brown
- Barney Kessel's Swingin' Party (Contemporary, 1960 [1963])
- Exploring the Scene! (Contemporary, 1960), con Shelly Manne y Ray Brown
- Workin' Out! with the Barney Kessel Quartet (Contemporary, 1961)
- Breakfast at Tiffany's (Reprise, 1961)
- Bossa Nova (Reprise, 1962)
- Contemporary Latin Rhythms (Reprise, 1963)
- On Fire (Emerald, 1965)
- Swinging Easy! (Black Lion, 1968 [1971])
- Hair Is Beautiful! (Atlantic, 1968)
- Feeling Free (Contemporary, 1969)
- Guitarra (RCA Camden, 1969 [1970])
- Barney Kessel (RCA Victor, 1969)
- Limehouse Blues (Freedom, 1969), con Stéphane Grappelli
- I Remember Django (Black Lion, 1969), con Stéphane Grappelli
- Autumn Leaves (Black Lion, 1969)
- What's New... Barney Kessel? (Mercury, 1969)
- The Poll Winners – Straight Ahead (Contemporary, 1975), con Shelly Manne y Ray Brown
- Soaring (Concord Jazz, 1976)
- Solo (Concord Jazz, 1981)
- Spontaneous Combustion (Contemporary, 1987), con el Monty Alexander Trio
- Red Hot and Blues (Contemporary, 1988), con Bobby Hutcherson, Kenny Barron, Rufus Reid y Ben Riley

### Como acompañante
Con Georgie Auld
- In the Land of Hi-Fi with Georgie Auld and His Orchestra (EmArcy, 1955)

Con Chet Baker
- Albert's House (Beverley Hills, 1969)

Con Louis Bellson
- Skin Deep (Norgran, 1953)

Con Benny Carter
- Alone Together (Norgran, 1952 [1955])
- Cosmopolite (Norgran, 1952 [1956])
- Jazz Giant (Contemporary, 1958)

Con Buddy Collette
- Man of Many Parts (Contemporary, 1956)

Con Harry Edison
- Sweets (Clef, 1956)

Con Roy Eldridge
- Dale's Wail (Clef, 1953)

Con Ella Fitzgerald
- Ella Fitzgerald Sings the Cole Porter Songbook (Verve, 1956)

Con Hampton Hawes
- Four! (Contemporary, 1958)

Con Woody Herman
- Songs for Hip Lovers (Verve, 1957)

Con Billie Holiday
- Billie Holiday Sings (Clef, 1952)
- Billie Holiday (Clef, 1953)
- Billie Holiday (Clef, 1954)
- Billie Holiday at JATP (Clef, 1954)
- Music for Torching (Clef, 1956)
- Velvet Mood (Clef, 1956)
- Lady Sings the Blues (Clef, 1956)
- Body and Soul (Verve, 1957)
- Songs for Distingué Lovers (Verve, 1957)
- All or Nothing at All (Verve, 1958)

Con Milt Jackson
- Ballads & Blues (Atlantic, 1956)

Con Gene Krupa y Buddy Rich
- The Drum Battle (Verve, 1952 [1960])

Con Oliver Nelson
- Soulful Brass with Steve Allen (Impulse!, 1968)

Con Anita O'Day
- This Is Anita (Verve, 1956)
- Pick Yourself Up with Anita O'Day (Verve, 1957)
- Anita Sings the Winners (Verve, 1958)
- Anita O'Day Swings Cole Porter with Billy May (Verve, 1959)
- Trav'lin' Light (Verve, 1961)

Con Art Pepper y Zoot Sims
- Art 'n' Zoot (Pablo, 1981 [1995])

Con Shorty Rogers
- Martians Come Back! (Atlantic, 1955 [1956])
- Way Up There (Atlantic, 1955 [1957])
- Chances Are It Swings (RCA Victor, 1958)
- The Wizard of Oz and Other Harold Arlen Songs (RCA Victor, 1959)

Con Sonny Rollins
- Sonny Rollins and the Contemporary Leaders (Contemporary, 1958)

Con Pete Rugolo
- Out on a Limb (EmArcy, 1956)
- An Adventure in Sound: Reeds in Hi-Fi (Mercury, 1956 [1958])
- An Adventure in Sound: Brass in Hi-Fi (Mercury 1956 [1958])

Con Dean Martin
- Dream with Dean (Reprise, 1964)